# Erik Pettersson
Erik Håkan Pettersson (ur. 4 kwietnia 1944 w Vårgårda) – szwedzki kolarz szosowy i torowy, dwukrotny medalista olimpijski, czterokrotny medalista szosowych oraz brązowy medalista torowych mistrzostw świata.

## Kariera
Startował w latach 60. i latach 70. XX wieku. W 1964 roku brał udział w igrzyskach olimpijskich w Tokio, gdzie wspólnie ze Svenem Hamrinem oraz swoimi braćmi: Göstą, Sture wywalczył brązowy medal w drużynowej jeździe na czas. Na tych samych igrzyskach był jedenasty w wyścigu indywidualnym. Cztery lata później, podczas igrzysk olimpijskich w Meksyku w wyścigu drużynowym na czas wystąpił już z trzema braćmi: Göstą, Sture i Tomasem. W tym składzie szwedzka drużyna wywalczyła srebrny medal, ulegając tylko Holendrom. Szwedzi wystąpili także w kolarstwie torowym, startując w drużynowym wyścigu na 4 km na dochodzenie, jednak nie awansowali do finału. W 1968 roku Erik zdobył także brązowy medal na mistrzostwach świata w Rzymie w drużynowym wyścigu na dochodzenie. Ponadto w latach 1967-1969 wraz z braćmi zdobywał złote medale w drużynowej jeździe na czas na mistrzostwach świata w kolarstwie szosowym.